# François Mazois
François Mazois est un architecte et archéologue français né le 12 octobre 1783 à Lorient et mort le 31 décembre 1826 à Paris.

## Biographie
Charles-François Mazois naît à Lorient en 1783, fils de « Marc Antoine François Mazois, négociant, originaire de la ville de Paris, et d’Yvonne Jeanne Vatar de Jouannet, originaire de Rennes ».
Il fréquente l'École centrale de Bordeaux, une rougeole le rend partiellement sourd vers l'âge de seize ans alors qu'il se destinait aux examens de l'École polytechnique, il doit donc renoncer à une carrière militaire. Il se dirige alors vers l'architecture et entre en 1803 à l'École des Beaux-Arts de Paris.
Il suit l'enseignement de Claude-Nicolas Ledoux, de Charles Percier et de Pierre Fontaine. En 1806, il entre à l'Académie Celtique et en 1806 et 1807 il est admis à concourir au Grand Prix d'Architecture. En 1806, il dessine pour la municipalité de Périgueux un projet de restauration d'une colonne du temple gallo-romain de Vesunna visant à en faire une statue-colonne monumentale de Napoléon Ier.
Il se fiance avec Marie-Geneviève-Joséphine Nicaise-Lacroix qui reste célibataire après la rupture de leurs fiançailles.
En novembre 1808, il part en Italie avec son camarade d'atelier Achille Leclère, qui vient d'obtenir le Premier de Rome Prix d' Architecture.

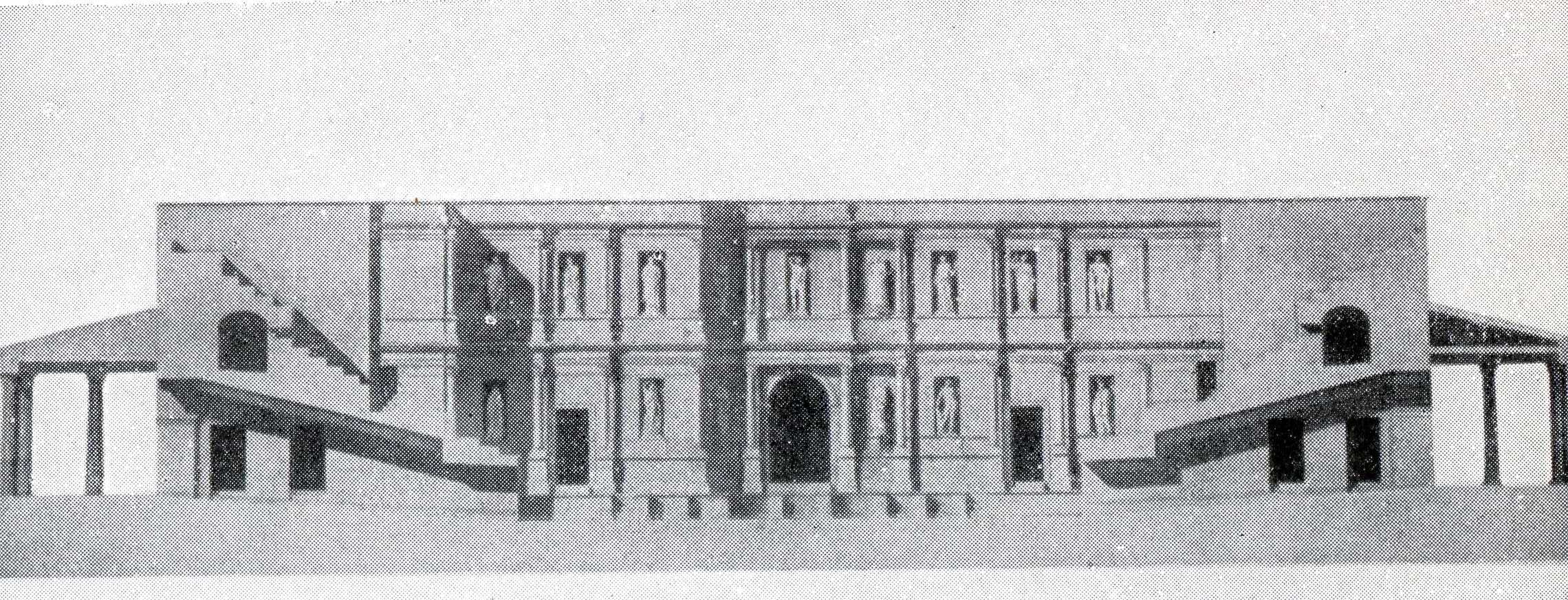
Vue de la scène du théâtre d'Herculanum selon François Mazois.

Il rencontre Joachim Murat et, en 1809, il devient dessinateur du cabinet de Caroline Murat, reine consort de Naples. Il est ainsi admis à dessiner et à étudier les vestiges du royaume de Naples, et en particulier les ruines de Pompéi, activités qu'il poursuivra jusqu'en 1811. Son travail va permettre d'avoir, pour la première fois, une vision d'ensemble de la vie d'une cité urbaine antique. Il commence à partir de 1812 à publier son œuvre majeure Les ruines de Pompéi. Cette œuvre ne sera pas achevée à sa mort en 1826. Les volumes seront complétés par François-Christian Gau.
À partir de 1815, il est temporairement interdit de séjour à Naples à la suite de la chute de Murat. Il séjourne en majorité à Rome, il y rencontre le comte de Blacas, alors ambassadeur de France en Italie, qui le charge de la restauration de l'église de la Trinité-des-Monts entre 1816-1817.
En 1819, il publie Le Palais de Scaurus, un « roman archéologique », sans nom d'auteur pour cette première édition.
De retour en France, il est nommé inspecteur des Bâtiments civils en 1819, il s'établit définitivement à Paris en 1820 et épouse l'une des filles d'Alexandre Duval.
En 1824 et 1825, il restaure le palais archiépiscopal de Reims, le palais du Tau, pour la cérémonie du sacre de Charles X. Il dessine également la grille du chœur de la cathédrale de Reims.
Il dessine les plans du passage Choiseul et du passage Saucède (détruit lors du percement de la rue de Turbigo) à Paris en 1825, mais meurt en 1826 avant leur achèvement. Les travaux du passage Choiseul seront poursuivis par Antoine Tavernier.

## Œuvres écrites
- Le Palais de Scaurus ou description d’une maison romaine. Fragment d’un voyage de Mérovir à Rome vers la fin de la République, 1822, lire en ligne sur Gallica.
- Les ruines de Pompéi. Partie 1, continué par F. Gau, 1824-1838, lire en ligne sur Gallica.
- Les ruines de Pompéi. Partie 2, continué par F. Gau, 1824-1838, lire en ligne sur Gallica.
- Les ruines de Pompéi. Partie 3, continué par F. Gau, 1824-1838, lire en ligne sur Gallica.
- Les ruines de Pompéi. Partie 4, continué par F. Gau, 1824-1838, lire en ligne sur Gallica.
- Les ruines de Pompéi, dessinées et mesurées par François Mazois, manuscrit, lire en ligne sur Gallica.

## Décorations
- Décoration du Lys en 1814.
- Chevalier le 11 août 1823 puis officier de la Légion d'honneur le 31 mai 1825[12].

### Ouvrages récents
- Renaud Robert, « François Mazois, Vitruve et l'atrium des Romains », Cahier des études anciennes, no XLVIII,‎ 2011 (lire en ligne).
- Véronique Vassal, « Charles-François Mazois, les ruines de Pompéi », Histoire Antique, no 40,‎ 2008, p. 62-65.
- Françoise Waquet, Les fêtes royales sous la restauration ou l'ancien régime retrouvé, Genève, Droz, coll. « Bibliothèque de la Société française d'archéologie », 1981, 162 p. (ISBN 978-2-600-04615-2, lire en ligne).

### Ouvrages anciens
- Charles Gabet, Dictionnaire des artistes de l'école française, au XIXe siècle : peinture, sculpture, architecture, gravure, dessin, lithographie et composition musicale, Paris, Mme Vergne, 1831, 710 p. (lire en ligne).
- Michel Varcollier, Notice biographique sur F. Mazois, Paris, Firmin Didot frères et Cie, 1860, 70 p. (lire en ligne).